# Александра Беркова
Александра Беркова (на чешки: Alexandra Berková) е чешка журналистка публицистка, педагожка, преводачка, сценаристка и писателка.

## Биография и творчество
Александра Беркова е родена на 2 юли 1949 г. в Тренчин, Чехословакия. Баща ѝ е диригент на симфоничния оркестър, а майка ѝ е журналистка. От деветгодишна възраст живее в Теплице. Завършва Средното училище по стъкларство в Каменицки Шенов. В периода 1968 – 1973 г. следва чешко и художествено образование във Факултета по изкуствата на Карловия университет в Прага.
След дипломирането си, в периода 1973 – 1979 г. работи като редактор във вестник „Свобода“ и през 1979 г. в издателство Československý spisovate. Едновременно прави абсолвентска практика в университета за литературно-критически диспути на Карел Чапек през 30-те години на двадесети век, а през 1980 г. получава докторска степен. Заради дисидентските си изяви в началото на 80-те години работи като чистачка в църква. От 1982 г. е писателка на свободна практика. В периода 1983 – 1991 г. пише за Чехословашката телевизия.
Дебютира през 1976 г. с разказа „Минироман“ (Miniromán) в месечното литературно списание. През 1986 г. е издадена първата ѝ книга, сборникът с разкази „Книжка с червена корица“ (Knížka s červeným obalem). През 1991 г. е издаден първият ѝ роман „Абсурдия“, който е удостоен с наградата „Егон Хостовски“.
Основна тема в творчеството ѝ са междуличностните отношения и партньорството. Като известна пропагандаторка на феминизма тя не се колебае да експериментира формално в прозата, което я поставя сред авторите, работещи с постмодерни принципи, интертекстуалност и редуващи се наративни гледни точки. Често избира метафоричен и алегоричен подход, в който идеите и реалността се пресичат.
След кадифената революция активно участва в литературния живот. Пише сценарии, радиопиеси и статии. Авторка е на сценариите на редица нашумели телевизионни филми и сериали. Прави и преводи от английски на чешки език.
От 90-те години води семинар по творческо писане първо в частната гимназия с литературна насоченост „Йозеф Шкворецки“, а след това преподава в Литературната академия „Йозеф Шкворецки“ (сега Международен Арт кампус Прага). Тя е сред основателите на Асоциацията на писателите и от 2006 г. е член на комитета на Чешкия ПЕН клуб. През 1990 г. получава стипендия за престой в Шотландия, а през 2005 г. в Швейцария.
Била е омъжена за художника Владимир Новак, с когото имат дъщеря и син – Никола Новакова (също художничка) и Ернест Новак. Развеждат се по-късно.
Александра Беркова умира след тежко боледуване на 16 юни 2008 г. в Прага, Чехия.

## Произведения

### Самостоятелни романи
- Magorie aneb Příběh velké lásky (1991) – награда „Егон Хостовски“[4][1][3]
Абсурдия, изд. „Панорама плюс“ (2003), прев. Анжелина Пенчева
- Utrpení oddaného všiváka (1993)
Въшкаря, алманах „Панорама“ (1999) с. 246 – 289, прев. Васил Самоковлиев
- Temná láska (2000)
Убийствена любов, изд. „Панорама плюс“ (2003), прев. Анжелина Пенчева
- Banální příběh (2004)

### Сборници (участие)
- Knížka s červeným obalem (1986) – самостоятелни разкази[4][1][3]
- Nej... povídky z Playboye I. (1997) – разкази
- Městopis: 50 autorů, povídek, měs (2000)
- Schůzky s tajemstvím (2003) – разкази
- Už tě nemiluju (2005)
- Stařec a smrt в Divoká jízda (2006)

### Документалистика
- Čeští spisovatelé o toleranci (1994) – доклади от конгреса на ПЕН клуба
- Antologie českého rozhlasového fejetonu 2002 – 2004 (2004)
- O psaní (2014) – учебник по творческо писане

### Екранизации
- 1985 Pánska jízda – тв филм, сценарий[4]
- 1988 Dámská jízda – тв филм
- 1991 Dno – тв филм
- 1991 Zírej, holube!
- 1991 – 1992 Co ted a co potom? – тв сериал, 7 епизода
- 2004 Zlatá brána
- 2010 Nespavost – тв филм